# Gherghini, Gabrovo
Gherghini (în bulgară Гергини) este un sat în comuna Gabrovo, regiunea Gabrovo,  Bulgaria. 

## Demografie
Componența etnică a satului Gherghini
     Bulgari (97,08%)
     Nicio identificare (0,72%)
     Altele (2,18%)
La recensământul din 2011, populația satului Gherghini era de 137 locuitori. Din punct de vedere etnic, majoritatea locuitorilor (97,08%) erau bulgari. Pentru 0,72% din locuitori nu este cunoscută apartenența etnică.